# Temporada 1987-88 de los New Jersey Nets
La temporada 1987-88 fue la duodécima de los New Jersey Nets en la NBA, tras la fusión de la liga con la ABA, donde había jugado nueve temporadas, y la undécima en su ubicación en Nueva Jersey. La temporada regular acabó con 19 victorias y 63 derrotas, ocupando el undécimo y último puesto de la conferencia Este, no logrando clasificarse para los playoffs.

## Elecciones en elDraft
| Ronda | Puesto | Jugador       | Posición | Nacionalidad   | Universidad    |
| ----- | ------ | ------------- | -------- | -------------- | -------------- |
| 1     | 3      | Dennis Hopson | Escolta  | Estados Unidos | Ohio State     |
| 3     | 48     | Jamie Waller  | Alero    | Estados Unidos | Virginia Union |

## Temporada regular
| División Atlántico   | División Atlántico | División Atlántico | División Atlántico | División Atlántico | División Atlántico | División Atlántico | División Atlántico | División Atlántico |
| Equipo               | G                  | P                  | %                  | PD                 | Casa               | Fuera              | Div                |                    |
| -------------------- | ------------------ | ------------------ | ------------------ | ------------------ | ------------------ | ------------------ | ------------------ | ------------------ |
| y-Boston Celtics     | 57                 | 25                 | .695               | –                  | 36–5               | 21–20              | 19–5               |                    |
| x-Washington Bullets | 38                 | 44                 | .463               | 19                 | 25–16              | 13–28              | 13–11              |                    |
| x-New York Knicks    | 38                 | 44                 | .463               | 19                 | 29–12              | 9–32               | 10–14              |                    |
| Philadelphia 76ers   | 36                 | 46                 | .439               | 21                 | 27–14              | 9–32               | 12–12              |                    |
| New Jersey Nets      | 19                 | 63                 | .232               | 38                 | 16–25              | 3–38               | 6–18               |                    |

## Estadísticas
| Rk | Jugador           | Edad | P  | PT | MP   | TC  | TCI  | %TC  | T3  | T3I | %T3   | TL  | TLI | %TL  | RO  | RD  | RT   | AS  | RB  | TAP | BP  | FP  | PTS  |
| -- | ----------------- | ---- | -- | -- | ---- | --- | ---- | ---- | --- | --- | ----- | --- | --- | ---- | --- | --- | ---- | --- | --- | --- | --- | --- | ---- |
| 1  | Buck Williams     | 27   | 70 | 70 | 37.7 | 6.7 | 11.9 | .560 | 0.0 | 0.0 | 1.000 | 4.9 | 7.4 | .668 | 4.3 | 7.7 | 11.9 | 1.6 | 1.0 | 0.6 | 2.7 | 3.8 | 18.3 |
| 2  | Roy Hinson        | 26   | 48 | 47 | 36.4 | 6.9 | 13.7 | .502 | 0.0 | 0.0 | .000  | 3.8 | 4.7 | .806 | 2.2 | 5.0 | 7.3  | 1.5 | 0.9 | 1.5 | 2.2 | 3.9 | 17.6 |
| 3  | Mike Gminski      | 28   | 34 | 34 | 35.1 | 6.3 | 13.9 | .454 | 0.0 | 0.1 | .000  | 4.2 | 4.9 | .861 | 2.4 | 7.0 | 9.4  | 1.6 | 0.8 | 1.0 | 2.4 | 2.3 | 16.9 |
| 4  | John Bagley       | 27   | 82 | 74 | 33.8 | 4.8 | 10.9 | .439 | 0.6 | 2.0 | .292  | 1.8 | 2.2 | .822 | 0.7 | 2.4 | 3.1  | 5.8 | 1.3 | 0.1 | 2.5 | 2.0 | 12.0 |
| 5  | Orlando Woolridge | 28   | 19 | 12 | 32.7 | 5.8 | 13.0 | .445 | 0.0 | 0.1 | .000  | 4.8 | 6.8 | .708 | 1.6 | 3.2 | 4.8  | 3.7 | 0.7 | 1.1 | 2.5 | 3.8 | 16.4 |
| 6  | Tim McCormick     | 25   | 47 | 38 | 32.2 | 5.9 | 10.9 | .543 | 0.0 | 0.0 | .000  | 2.3 | 3.4 | .667 | 2.1 | 4.8 | 6.9  | 2.0 | 0.4 | 0.3 | 1.6 | 3.4 | 14.1 |
| 7  | Otis Birdsong     | 32   | 67 | 59 | 28.1 | 5.0 | 11.0 | .458 | 0.1 | 0.4 | .360  | 0.7 | 1.4 | .511 | 1.1 | 1.4 | 2.5  | 3.3 | 0.8 | 0.2 | 1.9 | 2.1 | 10.9 |
| 8  | Ben Coleman       | 26   | 27 | 10 | 24.3 | 4.3 | 8.9  | .483 | 0.0 | 0.1 | .000  | 2.4 | 3.1 | .774 | 2.1 | 4.3 | 6.4  | 1.4 | 1.0 | 0.6 | 2.7 | 4.1 | 11.0 |
| 9  | Dudley Bradley    | 30   | 63 | 15 | 22.7 | 2.5 | 5.8  | .429 | 0.6 | 1.6 | .366  | 1.2 | 1.5 | .763 | 0.4 | 1.6 | 2.0  | 2.4 | 1.8 | 0.7 | 1.4 | 2.7 | 6.7  |
| 10 | Dennis Hopson     | 22   | 61 | 19 | 22.4 | 3.6 | 9.0  | .404 | 0.2 | 0.7 | .267  | 2.1 | 2.9 | .740 | 1.0 | 1.3 | 2.3  | 1.9 | 0.9 | 0.4 | 2.0 | 2.4 | 9.6  |
| 11 | Pearl Washington  | 24   | 68 | 10 | 20.3 | 3.6 | 8.0  | .448 | 0.2 | 0.7 | .224  | 1.9 | 2.8 | .698 | 0.8 | 0.9 | 1.7  | 3.0 | 1.3 | 0.1 | 2.1 | 2.4 | 9.3  |
| 12 | Adrian Branch     | 24   | 20 | 3  | 15.4 | 2.8 | 6.7  | .418 | 0.1 | 0.3 | .200  | 1.0 | 1.2 | .870 | 1.0 | 1.4 | 2.4  | 0.8 | 0.8 | 0.6 | 1.5 | 2.1 | 6.7  |
| 13 | Dallas Comegys    | 23   | 75 | 17 | 15.0 | 2.1 | 4.8  | .430 | 0.0 | 0.0 | .000  | 1.4 | 2.0 | .707 | 0.7 | 2.2 | 2.9  | 0.9 | 0.5 | 0.9 | 1.5 | 2.3 | 5.6  |
| 14 | Mike O'Koren      | 29   | 4  | 0  | 13.0 | 2.3 | 4.0  | .563 | 0.0 | 0.3 | .000  | 0.0 | 1.0 | .000 | 0.3 | 0.8 | 1.0  | 0.5 | 0.8 | 0.5 | 0.0 | 0.5 | 4.5  |
| 15 | Kevin McKenna     | 29   | 31 | 2  | 12.7 | 1.4 | 3.5  | .394 | 0.5 | 1.6 | .320  | 0.8 | 0.8 | .960 | 0.1 | 0.9 | 1.0  | 1.3 | 0.5 | 0.1 | 0.6 | 1.8 | 4.1  |
| 16 | Duane Washington  | 23   | 15 | 0  | 10.4 | 1.2 | 2.8  | .429 | 0.1 | 0.3 | .500  | 1.1 | 1.3 | .800 | 0.3 | 1.1 | 1.5  | 2.3 | 0.8 | 0.0 | 0.6 | 1.5 | 3.6  |
| 17 | Jamie Waller      | 23   | 9  | 0  | 10.1 | 1.8 | 4.4  | .400 | 0.0 | 0.2 | .000  | 1.1 | 2.0 | .556 | 1.0 | 0.4 | 1.4  | 0.3 | 0.4 | 0.1 | 1.2 | 1.4 | 4.7  |
| 18 | Johnny Moore      | 29   | 1  | 0  | 10.0 | 0.0 | 1.0  | .000 | 0.0 | 0.0 | .000  | 0.0 | 0.0 |      | 1.0 | 1.0 | 2.0  | 1.0 | 0.0 | 0.0 | 3.0 | 0.0 | 0.0  |
| 19 | Ricky Wilson      | 23   | 6  | 0  | 7.8  | 1.2 | 1.8  | .636 | 0.2 | 0.2 | 1.000 | 1.0 | 1.8 | .545 | 0.2 | 0.0 | 0.2  | 1.0 | 1.0 | 0.0 | 0.7 | 1.0 | 3.5  |
| 20 | Chris Engler      | 28   | 54 | 0  | 7.4  | 0.7 | 1.6  | .409 | 0.0 | 0.0 |       | 0.6 | 0.6 | .886 | 0.6 | 1.2 | 1.8  | 0.3 | 0.2 | 0.1 | 0.5 | 1.4 | 1.9  |

## Galardones y récords
| Jugador       | Galardón                               |
| Buck Williams | 2.º Mejor quinteto defensivo de la NBA |